# Île Perrot
Het Île Perrot is een van de grotere eilanden van de Hochelaga-archipel in het zuidwesten van de Canadese provincie Québec. Het eiland is gelegen in de rivierdelta van de monding van de Ottawa in de Saint Lawrence ten zuidwesten van de stad Montréal. Het eiland scheidt het Lac des Deux Montagnes van het Lac Saint-Louis.
Het eiland met een oppervlakte van 42 km² is bestuurlijk opgedeeld in vier gemeenten, met in totaal 38.000 inwoners. Notre-Dame-de-l'Île-Perrot, Pincourt, Terrasse Vaudreuil en het stadje L'Île-Perrot.
Het eiland is vernoemd naar François-Marie Perrot, de 17e-eeuwse gouverneur van Montréal.